# Nélson da Conceição
Nélson da Conceição (ur. 21 kwietnia 1900 w Petrópolis – zm. ?) – piłkarz brazylijski, występujący podczas kariery na pozycji bramkarza.

## Kariera klubowa
Karierę piłkarską Nélson rozpoczął w klubie Petropolitano Rio de Janeiro w 1918 roku. Kolejnym klubem w jego karierze było CR Vasco da Gama. Podczas tego okresu Mica dwukrotnie zdobył mistrzostwo stanu Rio de Janeiro – Campeonato Carioca w 1923 i 1924 roku. Karierę zakończył w Bangu AC w 1929.

## Kariera reprezentacyjna
W reprezentacji Brazylii Nélson zadebiutował 11 listopada 1923 w meczu z reprezentacją Paragwaju podczas Copa América 1923. Na turnieju wystąpił we wszystkich trzech meczach Brazylii z Paragwajem, Urugwajem i Argentyną. Ostatni raz w barwach canarinhos wystąpił 9 grudnia 1923 w przegranym 0-2 meczu z reprezentacją Argentyny, którego stawką było Copa Julio Roca 1923.